# Rougé
Rougé é uma comuna francesa na região administrativa da Pays de la Loire, no departamento de Loire-Atlantique. Estende-se por uma área de 56,32 km². Em 2010 a comuna tinha 2 257 habitantes (densidade: 40,1 hab./km²).